# Пјато
Пјато (итал. Piatto) је насеље у Италији у округу Бијела, региону Пијемонт.
Према процени из 2011. у насељу је живело 402 становника. Насеље се налази на надморској висини од 383 м.

## Становништво
Према резултатима пописа становништва 2011. у општини је живело 547 становника.
| 1931. | 1936. | 1951. | 1961. | 1971. | 1981. | 1991. | 2001. | 2011. |
| ----- | ----- | ----- | ----- | ----- | ----- | ----- | ----- | ----- |
| 523   | 504   | 555   | 538   | 505   | 525   | 507   | 552   | 547   |